# 端点星事件
端点星事件，或称端点星案，是指2020年4月19日起，端点星网站的志愿者陈玫、蔡伟及其女友被警察拘押，以“涉嫌寻衅滋事罪、包庇罪”为由执行指定居所监视居住。端点星网站是一个搭建在GitHub开放平台的站点，用众包方式备份遭微信、微博等平台删除的文章。端点星网站在2019冠状病毒病中国大陆疫情期间备份不少被删除的报道与评论文章，三人被拘押可能与此相关。

## 背景
端点星，全称為Terminus 端点星计划（英語：Terminus2049），建立于2018年4月22日，网站架设于开源平台GitHub的GitHub Pages网页托管服务上，号召公众协作参与抵抗网络审查，保证文章传播阅读的持久有效性。早期，网站收录的主要文章与中国高校性骚扰、北大岳昕事件有关，之后扩展到陶崇园之死、北京驱逐低端人口、2019冠状病毒病疫情等议题。

### 网站志愿者
- 蔡伟，湖北人，1993年生，2015年本科毕业于中央财经大学，2018年硕士毕业于清华大学社会学系。原在互联网公司工作。
- 陈玫，陝西人，1993年生，2016年毕业于华南农业大学，被捕前在北京某公益機構工作。[10]

两人在大学期间都是立人大学的學員，立人大學由民间公益机构立人鄉村圖書館所办。

## 时间线
2020年4月19日，在北京工作的公益志愿者蔡伟、陈玫和蔡伟女友小唐三人同时失去联系。三人的家人、朋友和工作单位打听、报警后得知他们被公安机关带走。
4月23日至24日，蔡伟及女友小唐的家属陆续收到来自北京市公安局朝阳分局的指定居所监视居住通知书。通知书内容提到，蔡伟被以“涉嫌寻衅滋事”遭执行指定居所监视居住。他的女友小唐则是以“涉嫌寻衅滋事”与“包庇罪”同样遭执行指定居所监视居住。陈玫的家属则未收到公安通知书。
4月26日，蔡伟的老师、清华大学社会学系教授郭于华在Twitter发文说：“三位年轻人寻什么衅了？滋什么事了？拿出法律证据”。 立人图书馆的创办人之一、北京大学经济学硕士的李英强也在Twitter呼吁公众关注事件。
4月27日，人权观察发布声明，呼吁中華人民共和国当局释放端点星事件三人以及陈秋实等公民记者，并且认为在中国大陸缺乏有关2019冠状病毒病疫情的自由信息流动，导致了全球大流行，各国政府应该施压中華人民共和国要求其释放被捕公民记者与活动者。同日，保护记者委员会也发布声明，要求释放三位媒体工作者。
4月30日，國際記者聯盟发表声明，谴责中華人民共和国当局关押媒体工作者蔡伟与小唐，呼吁立即释放他们。
5月7日，国际特赦组织发布声明，认为目前没有关于陈玫等人的下落消息，他们有遭遇酷刑或其他虐待的危险，呼吁公众写信给北京公安局要求释放端点星事件相关被捕者。
5月10日，陳玫母親接到北京公安電話，對方向陳玫母親告知：陳玫涉嫌犯罪被刑事拘留。警方向陳玫母親確認家庭地址，即日郵寄通知書。陳玫母親在電話中詢問陳玫的罪名、拘押地點，對方均拒絕回答。
5月11日，记者无国界组织官方网站发文，呼吁北京警方释放蔡伟、陈玫及小唐。
5月14日，陳玫父母收到北京市公安局朝陽分局寄出的《指定居所監視居住通知書》。通知書內容表明：北京市公安局朝陽分局於2020年4月19日22時對涉嫌「尋釁滋事罪」的陳玫執行指定居所監視居住。
6月12日，陈玫和蔡伟的家人分别接到北京朝阳公安分局电话，通知陈玫、蔡伟已经被正式逮捕，关押于朝阳看守所。
2021年5月11日，“端點星”案於北京市朝陽區法院溫榆河法庭進行審理。公訴人指平台上「有許多不實信息，煽動人心，侮辱國家領導人，給國家領導人和國家形象造成負面影響。」
2021年8月13日，陈玫、蔡伟被北京法院依寻衅滋事罪判刑1年3个月。由于两人已被拘禁483天，因此于8月15日获释。